# Ejido de Almoloya de Juárez
Ejido de Almoloya de Juárez är en ort i Mexiko.   Den ligger i kommunen Toluca och delstaten Mexiko, i den sydöstra delen av landet, 60 km väster om huvudstaden Mexico City. Ejido de Almoloya de Juárez ligger 2 629 meter över havet och antalet invånare är 421.
Terrängen runt Ejido de Almoloya de Juárez är huvudsakligen platt, men söderut är den kuperad. Runt Ejido de Almoloya de Juárez är det tätbefolkat, med 683 invånare per kvadratkilometer. Närmaste större samhälle är Toluca, 10,8 km sydost om Ejido de Almoloya de Juárez. Trakten runt Ejido de Almoloya de Juárez består till största delen av jordbruksmark.